# Biserica Unitariană

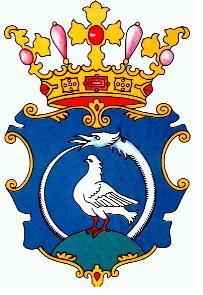
Emblema credinței unitariene

Biserica Unitariană (din latină "unus", unul singur) a apărut în contextul reformei protestante ca o critică la dogma trinitară (credința în Sfânta Treime). De aceea adepții acestei religii sunt cunoscuți și ca antitrinitarieni.

## Generalități
Deviza Bisericii Unitariene este: Un singur Dumnezeu - Egy az Isten - Unus est Deus – God is One. 
În prezent, unitarienii sunt răspândiți în special în Ungaria, România, Scoția, Țările de Jos și Statele Unite ale Americii.
La mijlocul secolului al XVI-lea, sub influența medicului italian Giorgio Biandrata și sub conducerea lui Francisc David (în maghiară: Dávid Ferenc), a avut loc în Transilvania o puternică mișcare unitariană, care a dus în final la acceptarea Bisericii Unitariene din Transilvania, pentru prima dată în lume, ca religie recunoscută oficial.
Între 1566 și 1716, timp de 150 de ani, principala biserică a orașului Cluj, Sfântul Mihail, avea să fie unitariană; în 1568, după predica lui Dávid Ferenc, majoritatea locuitorilor cetății au îmbrățișat noua confesiune.

## Emblema credinței unitariene
Emblema arată un șarpe care își mușcă coada într-un cerc în jurul unui porumbel ce stă pe o stâncă. 
Cercul este simbolul completului, perfectului, deplinului, iar stânca sugerează că porumbelul stă pe un fundament solid și tare. Deasupra șarpelui și porumbelului se află o coroană regală, sugerând că după nașterea noii religii chiar regele de atunci al țării Ioan Sigismund Zápolya a devenit unitarian, singurul rege unitarian din istorie.

## Unitarieni celebri
- Ferenc Dávid (1510-1579), promotorul religiei unitariene;
- John Adams (1735 - 1826), primul vicepreședinte al Statelor Unite ale Americii și al doilea președinte al Statelor Unite ale Americii;
- Béla Bartók (1881 - 1945), compozitor;
- Alexander Graham Bell, inventator american;
- Neville Chamberlain, prim-ministru al Marii Britanii;
- Charles Dickens, scriitor englez;
- Thomas Stearns Eliot, scriitor, laureat al Premiului Nobel pentru Literatură în anul 1948;
- Edvard Grieg, compozitor norvegian;
- Henry David Thoreau (1817 - 1862), eseist, scriitor, transcendentalist, filozof american;
- Frank Lloyd Wright (1867 - 1959), arhitect american, promotor al arhitecturii organice.
- Edward Everett Hale (1822 – 1909), scriitor american

## Galerie de imagini

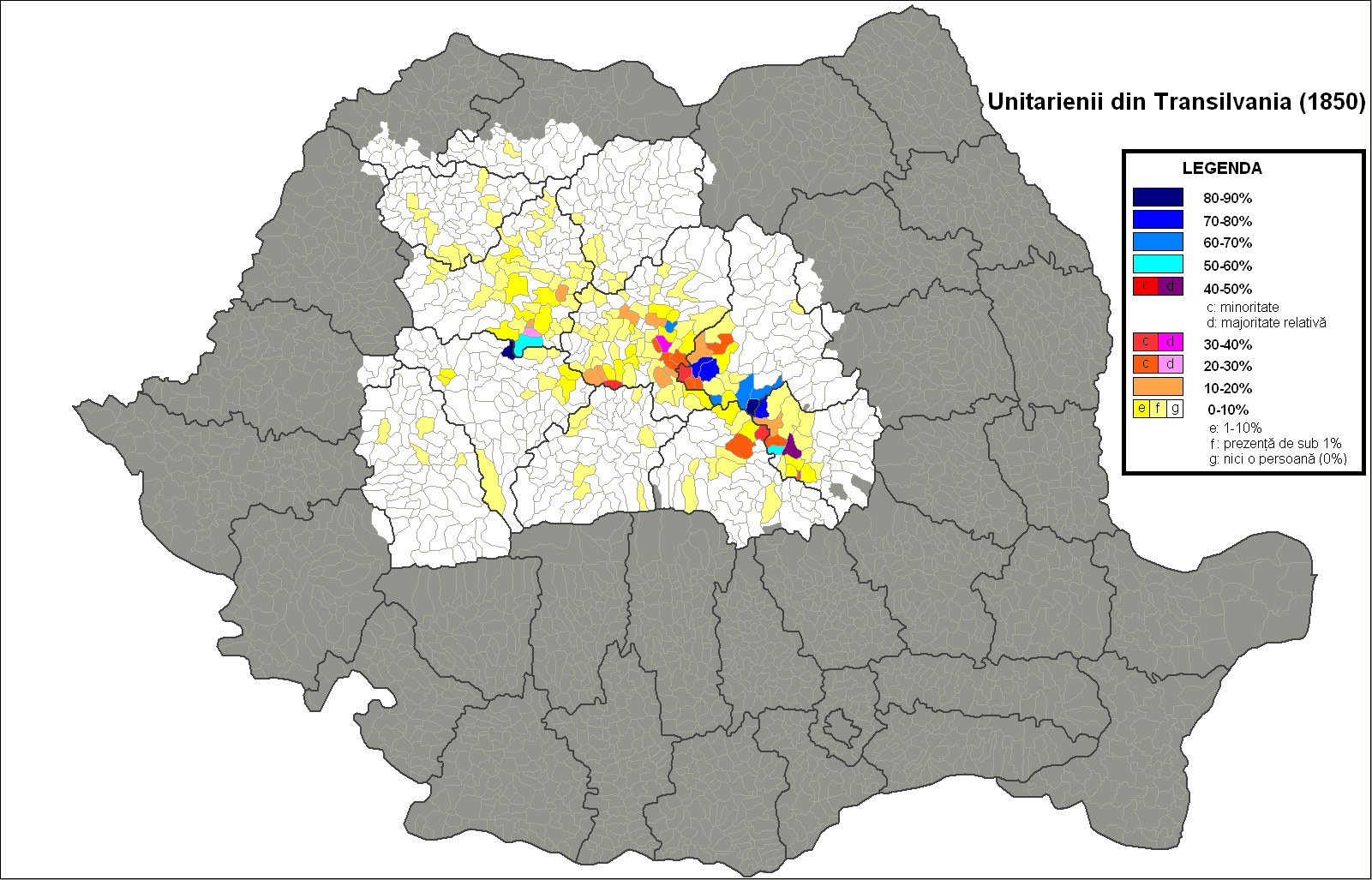
Unitarieni în Transilvania (1850)
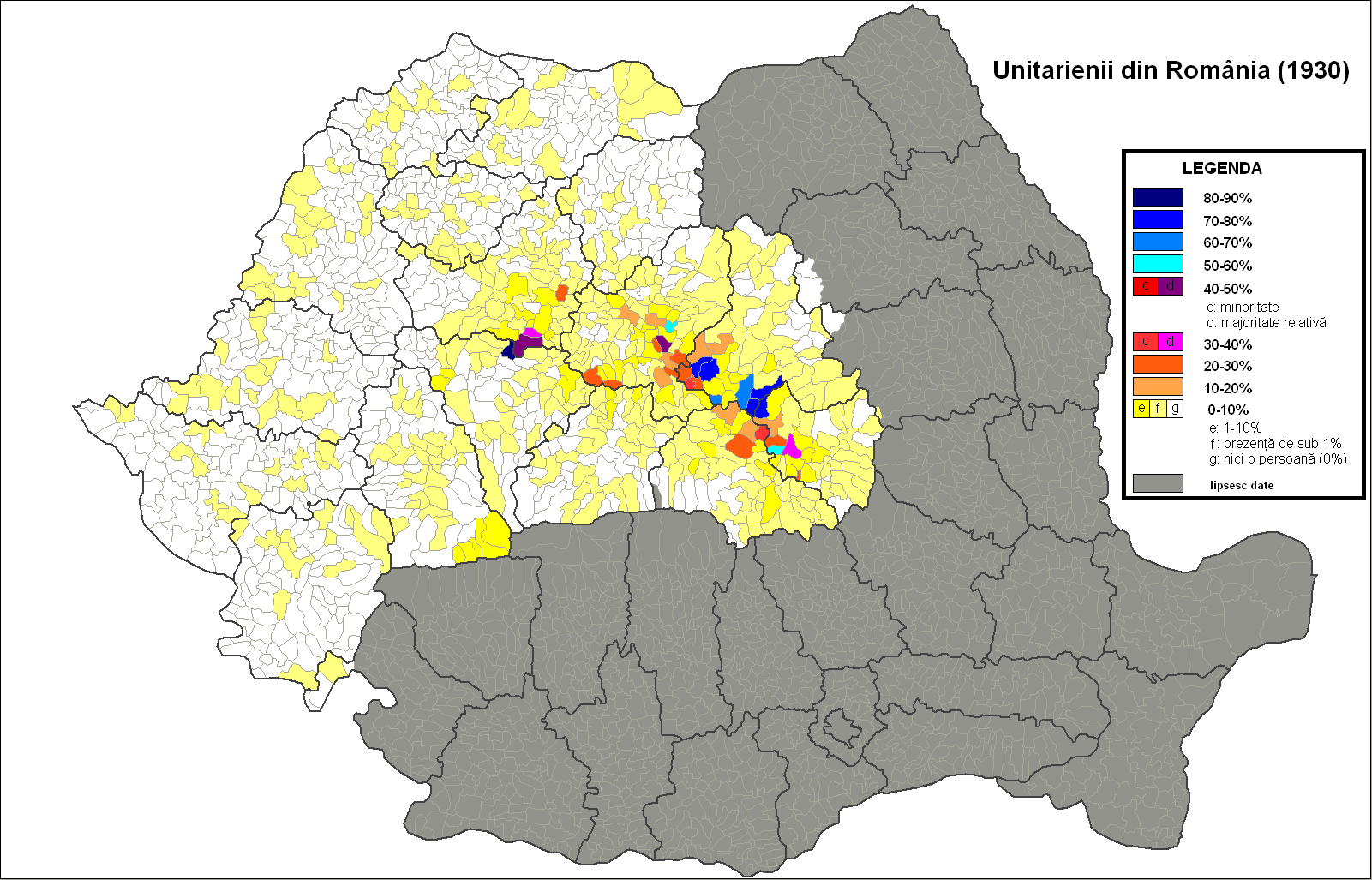
Unitarieni în România (1930)
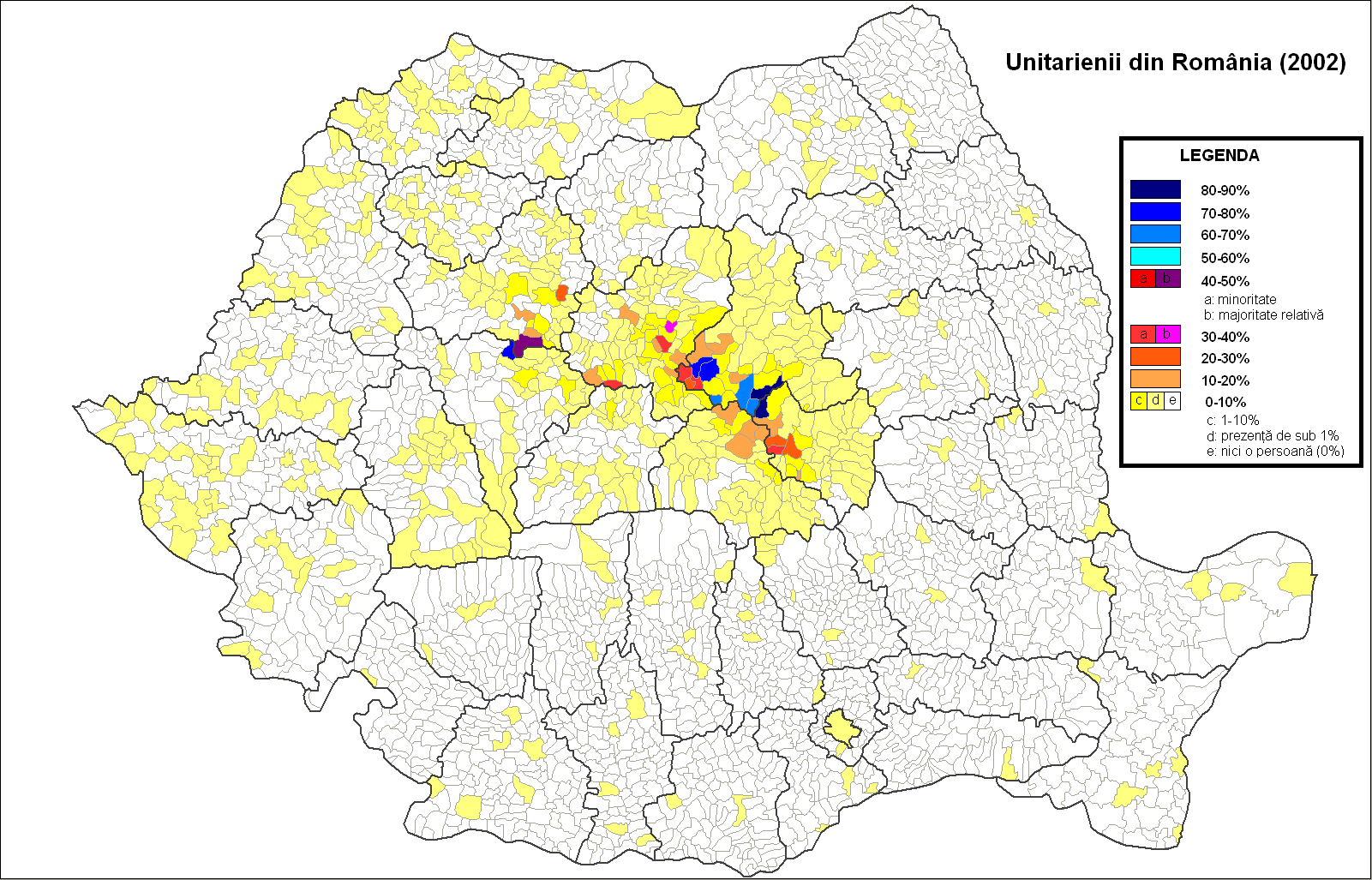
Unitarieni în România (2002)